# KazSat 2
O KazSat 2 é um satélite de comunicação geoestacionário cazaque da série KazSat, construído pela Khrunichev Space Center. Ele está localizado na posição orbital de 86,5 graus de longitude leste e é administrado pela JSC KazSat. O satélite foi baseado na plataforma Yakhta e sua vida útil estimada é de 15 anos.

## História
O satélite foi planejado em 2006, para ser lançado em 2009. Mas o lançamento foi adiado para 2011.
O KazSat 2 foi originalmente planejado para ampliar a capacidade do satélite KazSat 1, mas agora ele serve para substitui-lo, devido a uma perda completa do primeiro satélite.

## Lançamento
O satélite foi lançado no dia 15 de julho de 2011 às 23:16:00 UTC, abordo de um veículo Proton-M/Briz-M, lançado a partir do Cosmódromo de Baikonur, no Cazaquistão, juntamente com o satélite SES-3. Ele tinha uma massa de lançamento de 1.330 kg.

## Capacidade e cobertura
O KazSat 2 está equipado com 20 transponders em banda Ku (12 é usado para os serviços de comunicações, 4 para a radiodifusão e 4 em reserva), ele fornece comunicações de voz e vídeo para todo o Cazaquistão, Ásia Central, no Cáucaso e em partes da Rússia.

## Ligações externa
- Betreiberwebseite (em alemão)